# Jorge Cabello Trujillo
Jorge Cabello Trujillo (nascut el 25 d'abril de 2004) és un futbolista espanyol que juga com a central al Llevant UE.

## Carrera professional
Nascut a Telde, Las Palmas, Illes Canàries, Cabello es va incorporar a les categories inferiors del Llevant UE el maig de 2019, procedent de la UD Las Palmas. Va debutar amb el sènior amb el filial el 19 de febrer de 2023, com a titular en un empat a casa amb la Tercera Federación que va acabar amb un resultat 0-0 contra l'Atzeneta UE.
Cabello va debutar amb el primer equip el 20 d'abril de 2024, com a titular en un empat a 0 a Segona Divisió contra el Racing de Santander. El 6 de juliol va renovar el seu contracte fins al 2028 i va ascendir al primer equip.

## Palmarès
Llevant
- Segona Divisió: 2024–25